# Marie Nicolas Ponce-Camus
Marie Nicolas Ponce-Camus (ur. 15 grudnia 1778 w Paryżu, zm. 3 czerwca 1839 tamże) – francuski malarz, znany z przedstawiania epoki napoleońskiej.
Był uczniem Jacques-Louis Davida - nadwornego malarza Napoléona Bonaparte. Prawdopodobnie wziął udział w wielu kampaniach napoleońskich, zarówno jako żołnierz, jak i malarz historyczny.
Niektóre znane obrazy:
- "Spotkanie Napoleona Bonaparte",
- "Portret gen. Jérôme Soulès",
- "Napoleon użycza łask mieszkańcom Ostródy, marzec 1807"[1]